# Emahoy Tsegué-Maryam Guèbrou
Emahoy Tsegué-Maryam Guèbrou, ur. jako Yewubdar Gebru (ur. 12 grudnia 1923 w Addis Abebie, zm. 27 marca 2023 w Jerozolimie) – etiopska pianistka i kompozytorka, zakonnica Kościoła katolickiego obrządku etiopskiego.

## Życiorys
Urodziła się 12 grudnia 1923 w Addis Abebie jako Yewubdar Gebru. Jej ojcem był dyplomata Kentiba Gebru Desta. W wieku sześciu lat została wysłana do szkoły z internatem w Szwajcarii, gdzie uczyła się gry na skrzypcach i fortepianie. W 1933 roku wróciła do Etiopii. Podczas drugiej wojny włosko-abisyńskiej wraz z rodziną wysłano ją do włoskiego obozu więziennego na wyspie Asinara, a następnie do Mercogliano. Po wojnie Guèbrou uczyła się w Kairze u polskiego skrzypka Aleksandra Kontorowicza. Następnie Kontorowicz i Guèbrou powrócili do Etiopii, gdzie Kontorowicz został dyrektorem muzyki na dworze cesarza Hajle Syllasjego a Guèbrou została zatrudniona w roli asystentki w Ministerstwie Spraw Zagranicznych. Guèbrou asystowała Kontorowiczowi przy dyrygowaniu zespołu cesarza, zagrała także dla władcy na fortepianie i zaśpiewała włoską balladę.
W wieku 21 lat została zakonnicą Kościoła katolickiego obrządku etiopskiego, przyjęła tytuł Emahoy oraz imiona Tsegue Maryam. W 1984 roku, po śmierci matki, Guèbrou wyjechała do Jerozolimy, gdzie mieszkała do śmierci.
Jej pierwsza płyta ukazała się w 1967 roku. Dochody z nagrań przekazywała na cele dobroczynne, by wesprzeć dzieci osierocone przez wojnę w Etiopii. W 2007 jej rodzina założyła fundację jej imienia zarządzającą prawami do utworów Guèbrou, której celem było wsparcie dzieci w dostępie do nauki muzyki. Guèbrou skomponowała przeszło 150 utworów na skrzypce, fortepian i organy. Czerpała inspirację z muzyki klasycznej i kanonu muzyki liturgicznej, jak i bluesa czy ragtimeʼu, łącząc sztukę wysoką z kulturą masową oraz korzystając z tradycyjnej dla muzyki Etiopii pentatoniki. Pomimo trudów życia zakonnego, grała wiele godzin dziennie na fortepianie, aż do zaawansowanego wieku. Jej muzykę wykorzystano w nominowanym do Nagród Akademii Filmowej dokumencie Time (2020), czy w dramacie Passing w reżyserii Rebeki Hall. Powstał także dokument BBC Radio 4 o życiu Guèbrou pod tytułem The Honky Tonk Nun.
Zmarła 27 marca 2023 w Jerozolimie, w wieku 99 lat.